# نیک ویگینز (بازیکن بسکتبال)
نیک ویگینز (انگلیسی: Nick Wiggins؛ زادهٔ ۴ فوریهٔ ۱۹۹۱) بازیکن بسکتبال اهل کانادا است.